# Aeonium aureum
Espèce
Aeonium aureum est une espèce de plantes succulentes de la famille des Crassulaceae.

## Répartition
Aeonium aureum est originaire des Îles Canaries (Tenerife, Gran Canaria, El Hierro, La Gomera et La Palma),.

## Description
Elle a des tiges très courtes, généralement avec plusieurs rosettes de feuilles. Les feuilles gris-vert sont serrées et charnues. Les fleurs jaune vif sont produites sur des tiges feuillues et mesurent jusqu'à 25 mm de diamètre. Ces fleurs ont la particularité d'être 32-mères (trigintoduomères), c'est-à-dire d'avoir généralement 32 sépales, 32 pétales, 32 étamines et un ovaire de 32 carpelles ; chaque organe étant disposé en verticilles concentriques simples comptant de 28 à 35 organes, 32 étant la forme la plus courante,.

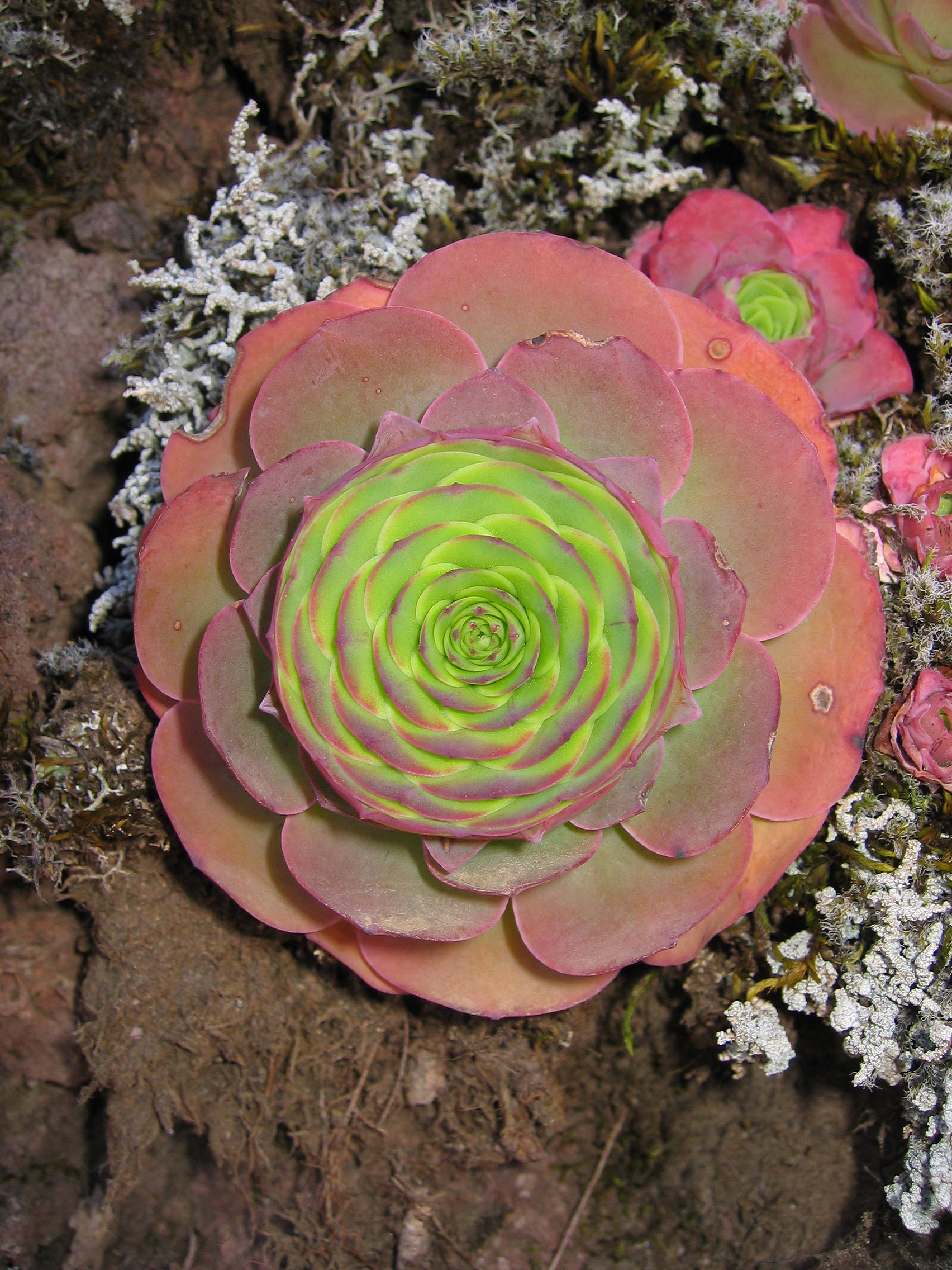
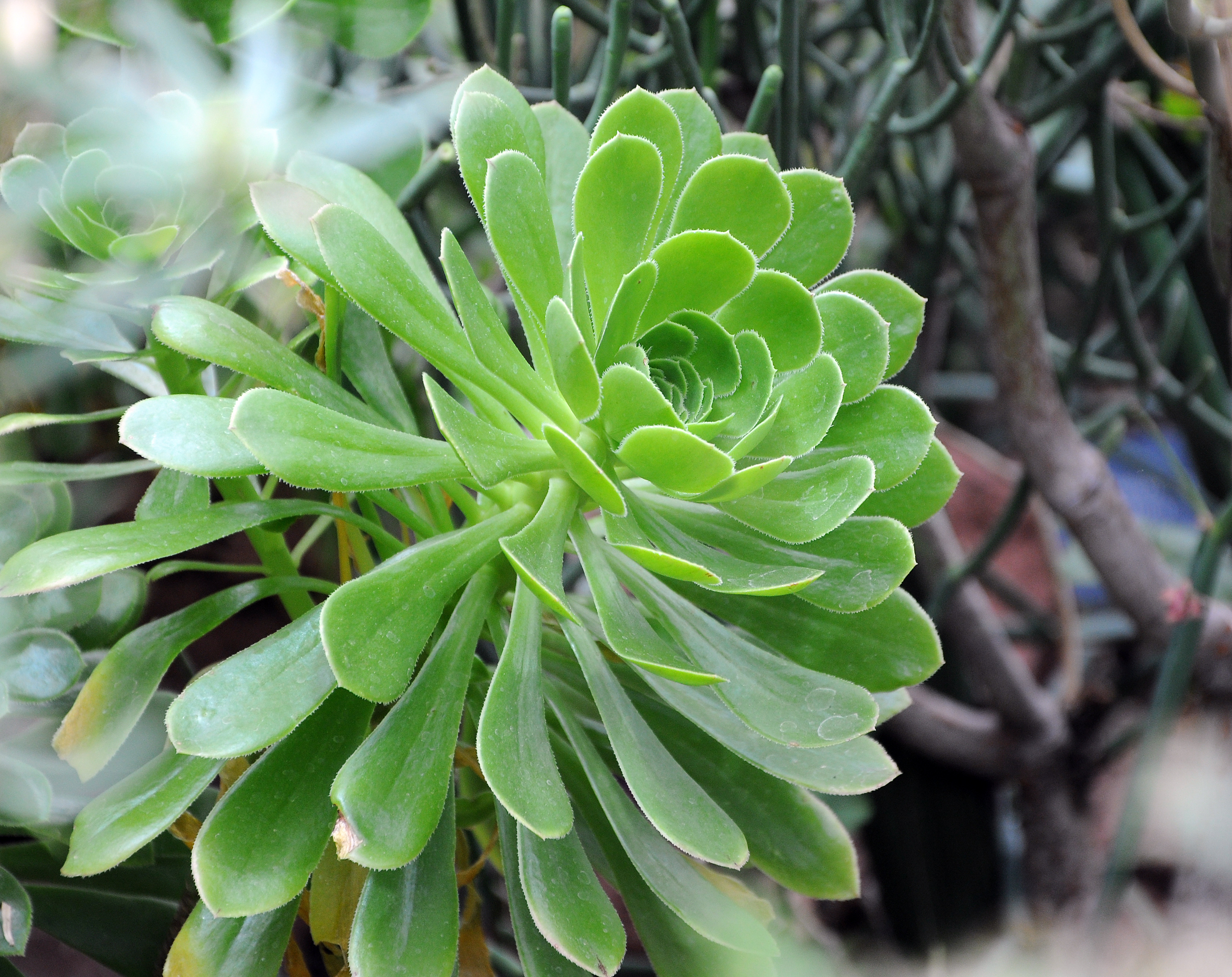
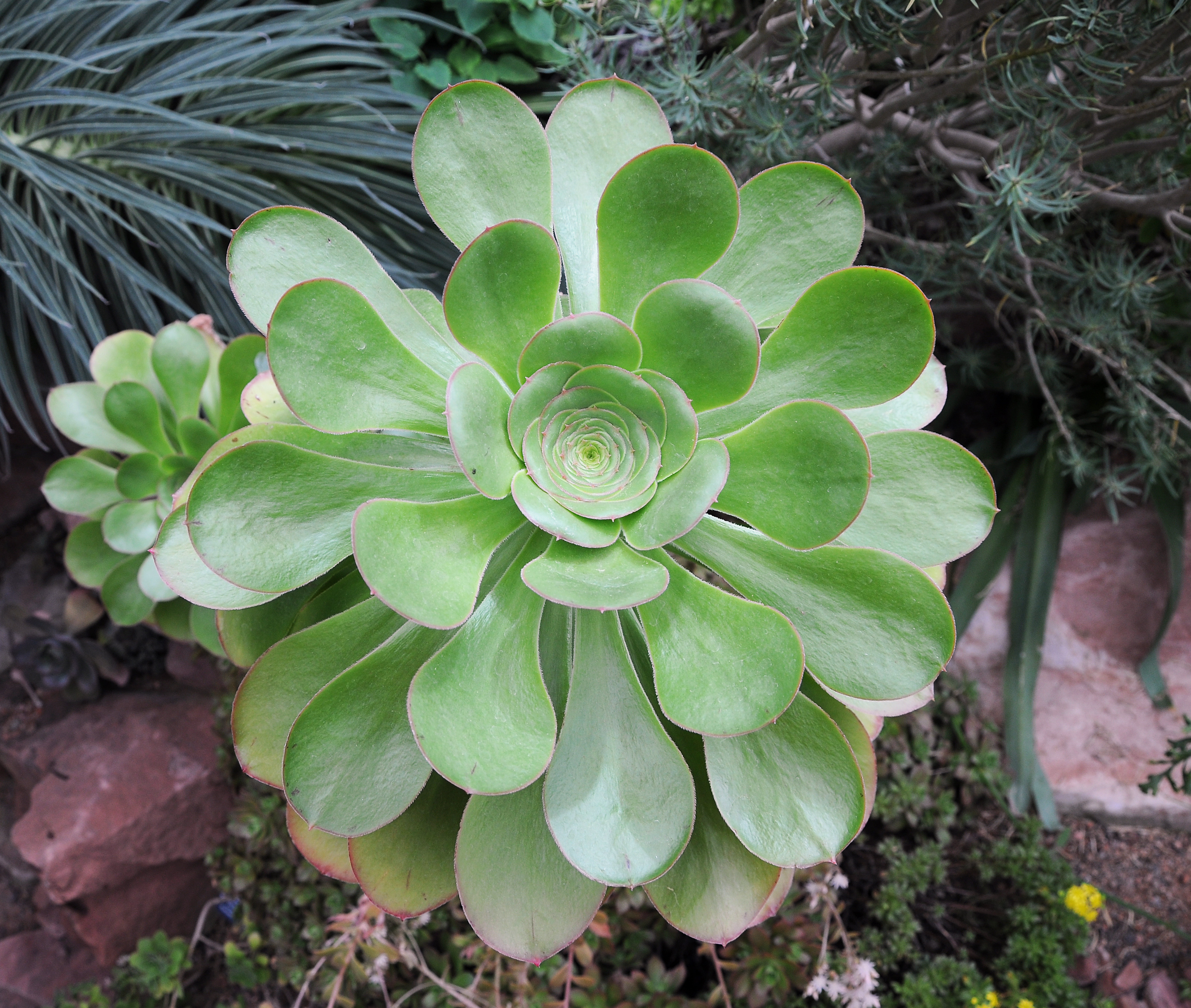

## Systématique
Le nom correct complet (avec auteur) de ce taxon est Aeonium aureum (C.Sm. ex Hornem.) T.H.M.Mes.
L'espèce a été initialement classée dans le genre Sempervivum sous le basionyme Sempervivum aureum C.Sm. ex Hornem..
Aeonium aureum a pour synonymes :
- Greenovia aurea (C.Sm. ex Hornem.) Webb & Berthel.
- Greenovia ferrea Webb
- Greenovia ferrea Webb ex Christ
- Greenovia polypharmica Webb
- Greenovia polypharmica Webb ex Christ
- Greenovia rupifraga Webb
- Greenovia rupifraga Webb ex Christ
- Sempervivum aureum C.Sm.
- Sempervivum aureum C.Sm. ex Hornem.
- Sempervivum calyciforme Haw.
- Sempervivum ferreum (Webb) Christ
- Sempervivum polypharmicum (Webb) Christ
- Sempervivum rupifragum (Webb) Christ
- Sempervivum sphaeroideum De Smet
- Sempervivum sphaeroideum De Smet ex T.Moore & Mast.